# DS Большой Медведицы
DS Большой Медведицы (лат. DS Ursae Majoris) — одиночная переменная звезда в созвездии Большой Медведицы на расстоянии (вычисленном из значения параллакса) приблизительно 20656 световых лет (около 6333 парсеков) от Солнца. Видимая звёздная величина звезды — от +16,8m до +15,3m.

## Характеристики
DS Большой Медведицы — пульсирующая переменная звезда типа RR Лиры (RR).